# Javier Cortés
Javier Cortés Granados (ur. 20 lipca 1989 w mieście Meksyk) – meksykański piłkarz występujący na pozycji ofensywnego pomocnika lub skrzydłowego, reprezentant Meksyku.

## Kariera klubowa
Cortés pochodzi ze stołecznego miasta Meksyk i jest wychowankiem akademii juniorskiej tamtejszego klubu Pumas UNAM, do której zaczął uczęszczać na treningi jako dwunastolatek. W jesiennym sezonie Apertura 2006, grając w Pumas CCH – trzecioligowej filii swojego zespołu – wywalczył tytuł króla strzelców rozgrywek Segunda División z dwudziestoma czterema golami na koncie. Do pierwszej drużyny został natomiast włączony jako dziewiętnastolatek przez szkoleniowca Ricardo Ferrettiego i w meksykańskiej Primera División zadebiutował 24 sierpnia 2008 w wygranym 3:1 meczu z Pachucą. W wiosennych rozgrywkach Clausura 2009 ekipa Pumas wywalczyła tytuł mistrza Meksyku, lecz on sam pozostawał wówczas wyłącznie głębokim rezerwowym ekipy i ani razu nie pojawił się na boisku, występując wyłącznie w drugoligowych rezerwach klubu – Pumas Morelos. Niepodważalne miejsce w wyjściowym składzie wywalczył sobie dopiero rok później, po odejściu z zespołu Pablo Barrery. Premierowego gola w najwyższej klasie rozgrywkowej strzelił 8 sierpnia 2010 w wygranej 2:0 konfrontacji z Cruz Azul.
W sezonie Clausura 2011, Cortés zdobył z Pumas swoje drugie mistrzostwo Meksyku, tym razem będąc kluczowym zawodnikiem zespołu prowadzonego przez trenera Guillermo Vázqueza. Kilka lat później, podczas jesiennych rozgrywek Apertura 2015, zanotował natomiast tytuł wicemistrzowski.

## Kariera reprezentacyjna
W marcu 2009 Cortés został powołany przez Juana Carlosa Cháveza do reprezentacji Meksyku U-20 na Mistrzostwa Ameryki Północnej U-20. Na trynidadzkich boiskach rozegrał dwa z trzech możliwych spotkań (jedno w wyjściowym składzie), będąc jednym z ważniejszych graczy drużyny która zajęła dopiero czwarte, ostatnie miejsce w grupie, nie kwalifikując się na Mistrzostwa Świata U-20 w Egipcie.
W czerwcu 2011 Cortés znalazł się w ogłoszonym przez Luisa Fernando Tenę składzie rezerwowej reprezentacji złożonej głównie z zawodników z rocznika '89, mającej pod szyldem dorosłej kadry wziąć udział w turnieju Copa América. Zaledwie kilka dni przed rozpoczęciem rozgrywek razem z siedmioma innymi zawodnikami złamał jednak wewnętrzne zasady drużyny, wskutek czego został wydalony z zespołu, zawieszony w prawach reprezentanta na pół roku, a ponadto ukarany grzywną przez Meksykański Związek Piłki Nożnej. W marcu 2012, już po odbyciu dyskwalifikacji, został powołany przez Tenę do reprezentacji Meksyku U-23 na północnoamerykański turniej eliminacyjny do igrzysk olimpijskich, podczas którego rozegrał wszystkie możliwe pięć meczów (z czego dwa w pierwszym składzie) i strzelił gola w konfrontacji fazy grupowej z Trynidadem i Tobago (7:1). Jego zespół triumfował ostatecznie w kwalifikacjach, wygrywając w finale po dogrywce z Hondurasem (2:1). Dwa miesiące później wziął udział w prestiżowym towarzyskim Turnieju w Tulonie, gdzie wystąpił we wszystkich pięciu spotkaniach (w każdym jako rezerwowy), wraz z resztą drużyny wygrywając te rozgrywki po pokonaniu w finale Turcji (3:0). W tym samym roku znalazł się w składzie Igrzyska Olimpijskie w Londynie, podczas których był jednak wyłącznie rezerwowym zawodnikiem – rozegrał wówczas dwa z sześciu spotkań (obydwa po wejściu z ławki), strzelając gola w półfinale z Japonią (3:1). Meksykanie zdobyli wówczas złoty medal, pokonując w finale męskiego turnieju piłkarskiego faworyzowaną Brazylię (2:1).
W seniorskiej reprezentacji Meksyku Cortés zadebiutował za kadencji selekcjonera José Manuela de la Torre, 25 stycznia 2012 w wygranym 3:1 towarzyskim meczu z Wenezuelą. W 2013 roku został powołany na Złoty Puchar CONCACAF; tam jednak pozostawał wyłącznie rezerwowym swojej kadry i ani razu nie pojawił się na boisku, natomiast jego drużyna, złożona wówczas wyłącznie z graczy występujących w lidze meksykańskiej, odpadła ostatecznie z turnieju w półfinale, ulegając Panamie (1:2).

## Statystyki kariery

### Klubowe

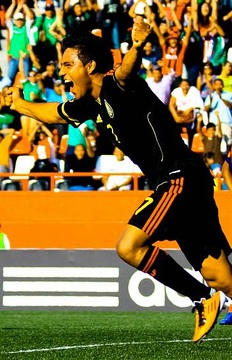
Cortés podczas sparingu olimpijskiej reprezentacji z kolumbijskim Independiente Medellín (2:2) w czerwcu 2011

| Prepa Pumas   | 2007–2008 | Meksyk | Segunda División | 8   | 4  | —  | — | —             | —  | — | 8   | 4  |
| Prepa Pumas   | 2008–2009 | Meksyk | Segunda División | 2   | 0  | —  | — | —             | —  | — | 2   | 0  |
| Pumas Morelos | 2007–2008 | Meksyk | Ascenso MX       | 12  | 1  | —  | — | —             | —  | — | 12  | 1  |
| Pumas Morelos | 2008–2009 | Meksyk | Ascenso MX       | 24  | 6  | —  | — | —             | —  | — | 24  | 6  |
| Pumas Morelos | 2009–2010 | Meksyk | Ascenso MX       | 19  | 3  | —  | — | —             | —  | — | 19  | 3  |
| UNAM          | 2008–2009 | Meksyk | Liga MX          | 1   | 0  | —  | — | LMC           | 5  | 1 | 6   | 1  |
| UNAM          | 2009–2010 | Meksyk | Liga MX          | 3   | 0  | —  | — | LMC           | 6  | 1 | 9   | 1  |
| UNAM          | 2010–2011 | Meksyk | Liga MX          | 44  | 7  | —  | — | SL            | 3  | 1 | 47  | 8  |
| UNAM          | 2011–2012 | Meksyk | Liga MX          | 31  | 5  | —  | — | LMC           | 6  | 0 | 37  | 5  |
| UNAM          | 2012–2013 | Meksyk | Liga MX          | 31  | 7  | 1  | 0 | —             | —  | — | 32  | 7  |
| UNAM          | 2013–2014 | Meksyk | Liga MX          | 34  | 1  | 5  | 1 | —             | —  | — | 39  | 2  |
| UNAM          | 2014–2015 | Meksyk | Liga MX          | 31  | 1  | 3  | 0 | —             | —  | — | 34  | 1  |
| UNAM          | 2015–2016 | Meksyk | Liga MX          | 38  | 5  | 1  | 1 | CL            | 8  | 0 | 47  | 6  |
| UNAM          | 2016–2017 | Meksyk | Liga MX          | 0   | 0  | —  | — | —             | —  | — | 0   | 0  |
| Ogółem        | Ogółem    | Ogółem | Ogółem           | 278 | 40 | 10 | 2 | LMC + SL + CL | 28 | 3 | 316 | 45 |

- LMC – Liga Mistrzów CONCACAF
- SL – SuperLiga
- CL – Copa Libertadores

### Reprezentacyjne
| Meksyk | Meksyk | 2012   | 1 | 0 | — | — | — | — | — | 1 | 0 |
| Meksyk | Meksyk | 2013   | 1 | 0 | — | — | — | — | — | 1 | 0 |
| Ogółem | Ogółem | Ogółem | 2 | 0 | — | — | — | — | — | 2 | 0 |